# Neocompsa leechi
Neocompsa leechi là một loài bọ cánh cứng trong họ Cerambycidae.